# طوم موس
طوم موس هو سياسي أمريكي، ولد في 3 أكتوبر 1928 في نورفولك في الولايات المتحدة، وتوفي في 26 نوفمبر 2015 في غرينفيل في الولايات المتحدة. نشط حزبياً في الحزب الديمقراطي. وقد انتخب عضو مجلس نواب فرجينيا ‏.